# Staré Město u Karviné
Staré Město (deutsch Altstadt, polnisch Stare Miasto) ist ein Ortsteil der Stadt Karviná im Okres Karviná in Tschechien. Staré Město liegt im Ostrauer Becken, nordwestlich des Stadtzentrums von Fryštát, am rechten Ufer der Olsa.

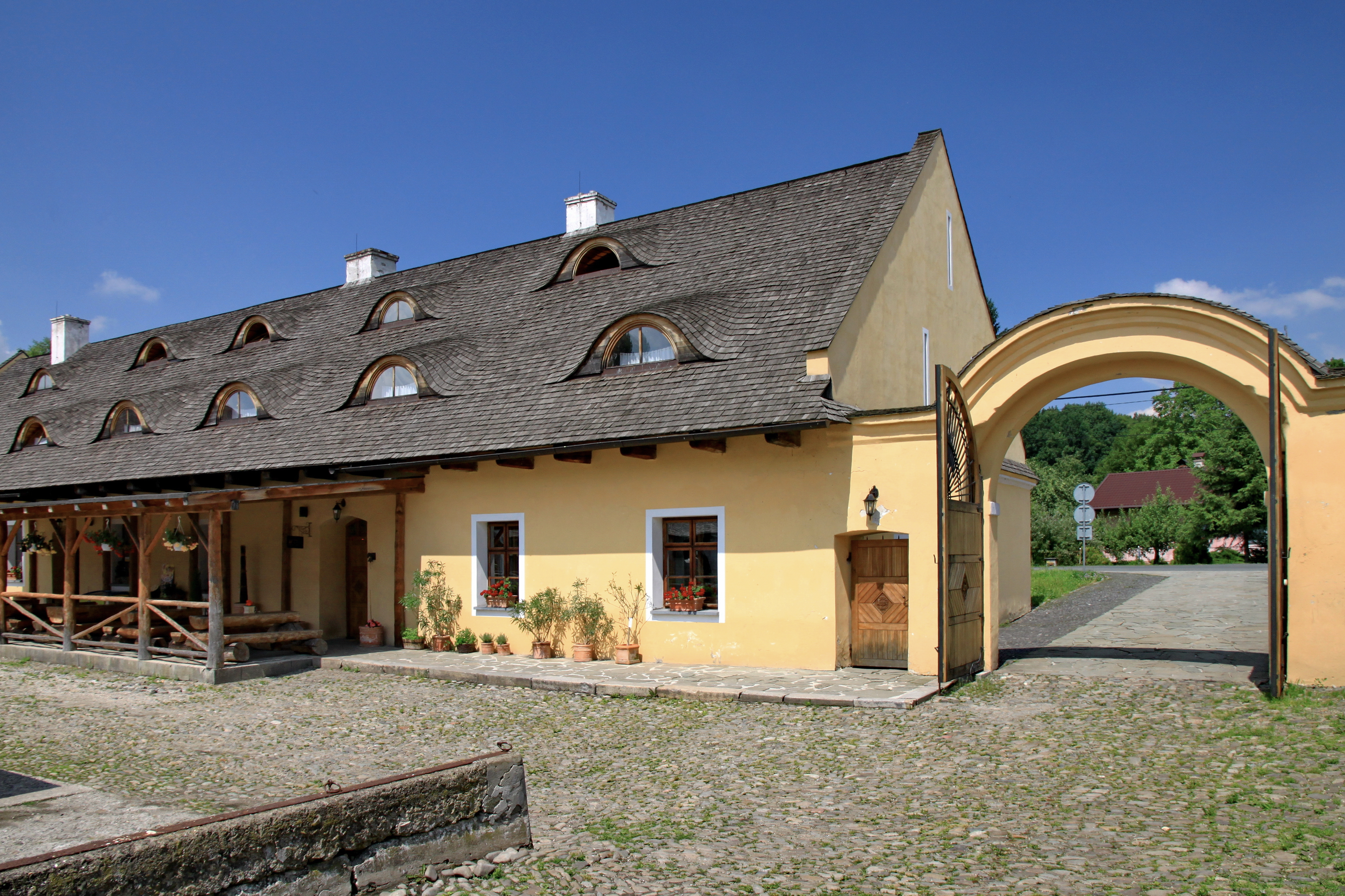
Gutshof

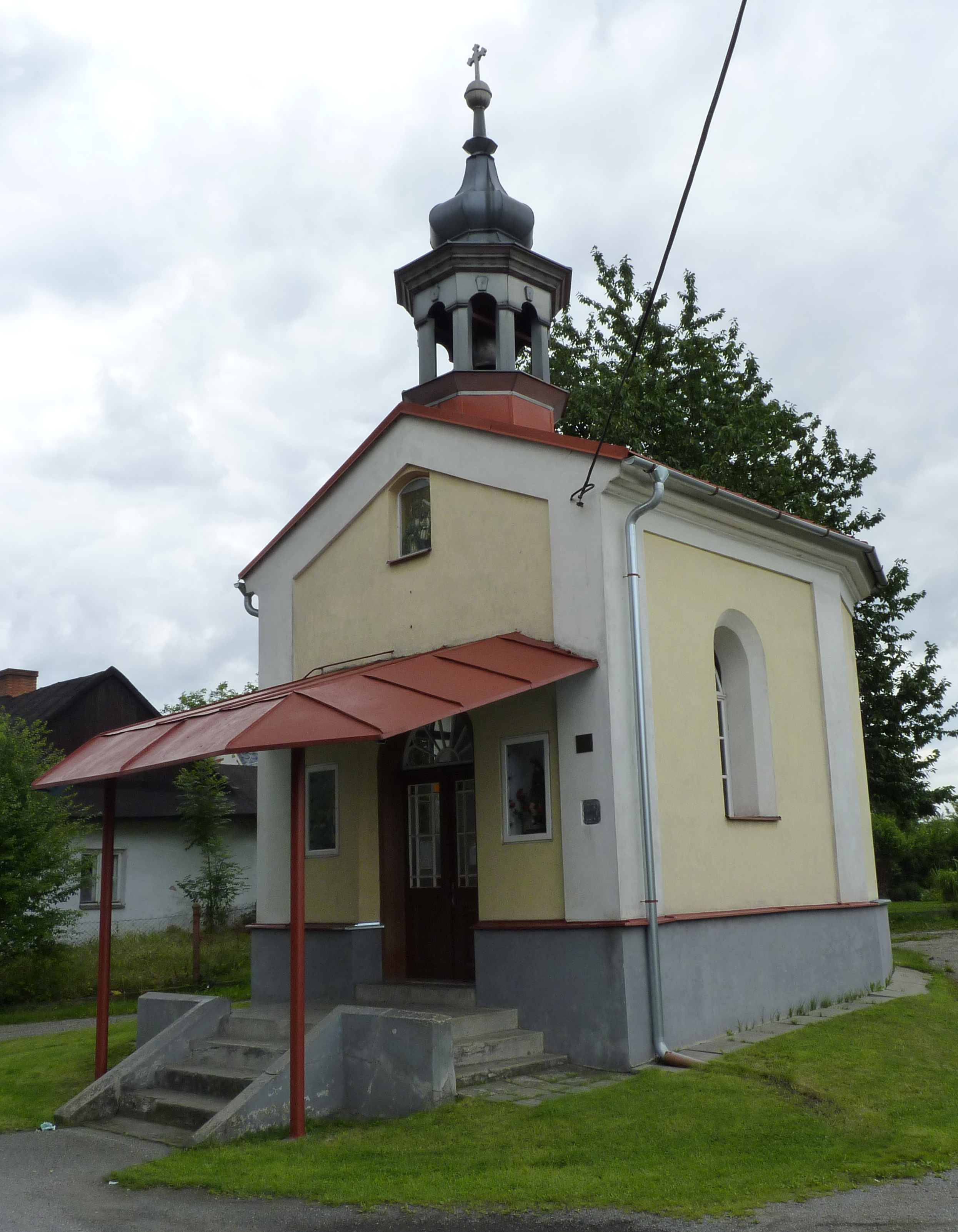
Kapelle

## Geschichte
Die Erwähnungen von 1407 als in Antiqua Civitate prope Freyenstad civitatem, 1434 als Altstadt, 1447 als Stari Frystath und 1450 als Staremiesto lässen vermuten, dass es eine ältere, proto-städtische Siedlung westlich der neuen zirka 1300 von Deutschen gegründeten freien Stadt gab. Am häufigsten wurde es mit dem Ort Kula bzw. Czula verbunden, der im Liber fundationis episcopatus Vratislaviensis (Zehntregister des Bistums Breslau) etwa in der Umgebung von Karwin und Dithmari villa im Satz Item in Cula sunt XL mansi, de quibus monachi de Orlavia XVI mansos ab antiquo habent, reliqui vero spectant ad mensam episcopalem. Kula hatte also 40 Hufen landwirtschaftliche Fläche, davon 16 schon seit langem (ab antiquo) mit an die Benediktiner in Orlau fälligen Abgaben. Kula wurde noch im Jahr 1439 als zur Czulaw und 1447 als die Pfarrei (!) Czula, aber nie mehr nach dem Mittelalter erwähnt, jedoch auch parallel zu Stari Frystath, und wurde deshalb z. B. von Idzi Panic anderswo – südlich von Dombrau verortet.

Nach Walter Kuhn, einem eifrigen Forscher des Deutschtums im Teschener Schlesien, soll es ein Teil der Freistädter deutschen Sprachinsel im Mittelalter gewesen sein, die acht Dörfer umfasste, weil noch im Jahr 1571 17 der 24 Bauern im Dorf deutschnamig waren. Anderer Meinung ist Idzi Panic, nach dem das Dorf – implizit auf dem polnischstämmigen Ortsnamen basierend – immer polnischsprachig war.
Seit 1327 bestand das Herzogtum Teschen als Lehensherrschaft des Königreichs Böhmen, seit 1526 gehörte es zur Habsburgermonarchie. Im Jahre 1573 entstand die Freie Standesherrschaft von Freistadt, der das Dorf unterstand.
Der örtliche Bauer Ondra Foltýn (Andrzej Foltyn) löste den größten Bauernaufstand gegen Frondienst in der Region im Jahr 1776 aus.
In der Beschreibung Teschener Schlesiens von Reginald Kneifl im Jahr 1804 (meistens Stand aus dem Jahr 1799) war Altstadt im Freystädtischen, pohlnisch Stare Miasto, ein Dorf in der freien Minder-Standesherrschaft Freistadt, im Teschner Kreis. Das Dorf hatte 63 Häuser mit 280 schlesisch-polnischen Einwohnern, die der Pfarrei von Freistadt gehörten.
Nach der Aufhebung der Patrimonialherrschaften bildete Altstadt ab 1850 eine Gemeinde in Österreichisch-Schlesien, Bezirk Teschen und ab 1868 im Bezirk Freistadt. Derweil nahm die ethnographische Gruppe der schlesischen Lachen (Untergruppe der Schlesier) deutliche Gestalt an, wohnhaft in Altstadt, traditionell Teschener Mundarten sprechend.
1918, nach dem Zusammenbruch der k.u.k. Monarchie, wurde das Gebiet von Teschen strittig. Am 5. November laut dem Vergleich zwischen polnischen und tschechischen Nationalräten wurde Altstadt ein Teil Polens. Die tschechoslowakische Regierung erkannte den Vergleich nicht an. Nach dem Polnisch-Tschechoslowakischen Grenzkrieg, einer nicht verwirklichten Volksabstimmung, sowie der Entscheidung des Botschafterrats der Siegermächte am 28. Juli 1920 wurde der Ort unter dem Namen Staré Město ein Teil der Tschechoslowakei und des Bezirks Karviná.
1938 wurde Karviná an Polen angeschlossen und kam im Jahre darauf nach der Besetzung Polens zum Deutschen Reich. Während der deutschen Besatzung wurden Karwin, Bad Darkau, Freistadt, Roy und Altstadt im Landkreis Teschen 1944 zur Stadt Karwin-Freistadt vereinigt. Nach dem Zweiten Weltkrieg war Staré Město zunächst wieder eigenständig, bis es 1948 erneut nach Karviná und Fryštát eingemeindet wurde.

### Einwohnerentwicklung
| Jahr       | 1869 | 1880 | 1890 | 1900 | 1910 | 1921 | 1930 | 1950 | 1961 | 1970 | 1980 | 1991 | 2001 |
| ---------- | ---- | ---- | ---- | ---- | ---- | ---- | ---- | ---- | ---- | ---- | ---- | ---- | ---- |
| Einwohnern | 888  | 1150 | 2383 | 2552 | 2864 | 2882 | 1763 | 2144 | 1858 | 1349 | 1017 | 810  | 855  |

1. ↑  Darunter: 1019 (92,5 %) polnischsprachig, 41 (3,7 %) deutschsprachig, 34 (3,1 %) tschechischsprachig;
2. ↑  Darunter: 2072 (91,5 %) polnischsprachig, 138 (6,1 %) deutschsprachig, 44 (1,9 %) tschechischsprachig;
3. ↑  Darunter: 2270 (93,8 %) polnischsprachig, 89 (3,7 %) deutschsprachig, 56 (2,3 %) tschechischsprachig;
4. ↑  Darunter: 2631 (93,5 %) polnischsprachig, 107 (3,8 %) deutschsprachig, 77 (2,7 %) tschechischsprachig; 2727 (95,1 %) römisch-katholisch, 112 (3,9 %) evangelisch, 25 (1 %) israelitisch;